# Storkowo (powiat stargardzki)
Storkowo – wieś w Polsce położona w województwie zachodniopomorskim, w powiecie stargardzkim, w gminie Ińsko, położona 4 km na północny wschód Inska (siedziby gminy) i 39 km na północny wschód od Stargardu (siedziby powiatu).
W latach 1945–1954 siedziba gminy Storkowo. W latach 1975–1998 miejscowość należała administracyjnie do województwa szczecińskiego.

## Geografia
Wieś na Równinie Drawskiej, nad Jeziorem Storkowskim.

## Transport
Przez Storkowo przebiega droga wojewódzka nr 151, łącząca Świdwin z Gorzowem Wielkopolskim.

## Zabytki
- pałac, park pałacowy[4].
- park dworski, z końca XIX, Storkowo Dolne, nr rej.: 986 z 10.07.1982